# 小行星1022
小行星1022（1022 Olympiada）是一颗围绕太阳公转的小行星。
該小行星以發現者弗拉基米爾·阿爾比茨基的母親奧林皮亞達·阿爾比茨卡婭（Olimpiada Albitskaya）命名。